# Liste der Einträge im National Register of Historic Places im Bremer County

Lage des Bremer County in Iowa

Die Liste der Einträge im National Register of Historic Places im Bremer County in Iowa führt die Bauwerke und historischen Stätten im Bremer County auf, die in das National Register of Historic Places aufgenommen wurden.

## Legende
| NRHP | Historic Place    |
| HD   | Historic District |

## Aktuelle Einträge
| [ 2 ] | Name                                                    | Bild                                                    | Eintragsdatum        | Lage | Ort        | Beschreibung                                                                                |
| ----- | ------------------------------------------------------- | ------------------------------------------------------- | -------------------- | --- | ---------- | ------------------------------------------------------------------------------------------- |
| 1     | Bank of Sumner                                          | Bank of Sumner                                          | 2004 ID-Nr. 04000900 | 118 West 1st Street 42° 50′ 58″ N, 92° 5′ 55″ W                                                                                | Sumner     | 1897 im Queen-Anne-Stil errichtete Bank; später als Kaufhaus und danach Postamt genutzt     |
| 2     | Bremer County Court House                               | Bremer County Court House                               | 2003 ID-Nr. 03000821 | 415 East Bremer Avenue 42° 43′ 34″ N, 92° 27′ 54″ W                                                                            | Waverly    | 1937 errichtetes Justiz- und Verwaltungsgebäude des Bremer County                           |
| 3     | Green Mill Ford Bridge                                  |                                                         | 1998 ID-Nr. 98000760 | Brücke der Greenmill Avenue über den Cedar River 42° 40′ 21,6″ N, 92° 25′ 45,8″ W                                              | Janesville | 1872 errichtete Bogenbrücke; 1902 umgebaut; heute geschlossen und Zutritt auf eigene Gefahr |
| 4     | Harmon and LeValley Northwest Historic District         | Harmon and LeValley Northwest Historic District         | 2014 ID-Nr. 14000284 | Abgegrenzt durch den Cedar River, 1st Avenue, 7th Avenue und 6th Avenue 42° 43′ 55,3″ N, 92° 28′ 39,6″ W                       | Waverly    |                                                                                             |
| 5     | Old Fourth Ward Southeast Historic District             | Old Fourth Ward Southeast Historic District             | 2013 ID-Nr. 13000922 | Abgegrenzt durch den Cedar River, 2nd Avenue, 3rd Avenue und 4th Street 42° 43′ 24″ N, 92° 28′ 5″ W                            | Waverly    |                                                                                             |
| 6     | Sturdevant Southwest Historic District                  | Sturdevant Southwest Historic District                  | 2016 ID-Nr. 16000248 | Grob begrenzt durch 1st & 8th Sts. SW, 1st & 5th Aves. SW, W. Bremer Ave. und den Cedar River 42° 43′ 24,3″ N, 92° 28′ 32,4″ W | Waverly    |                                                                                             |
| 7     | Sumner High School                                      | Sumner High School                                      | 2004 ID-Nr. 04000597 | 300 West 4th Street 42° 51′ 3″ N, 92° 6′ 4″ W                                                                                  | Sumner     | 1901 im neoklassizistischen Stil errichtetes Schulgebäude                                   |
| 8     | Wartburg College                                        | Wartburg College                                        | 1978 ID-Nr. 78001208 | Campus des Wartburg College 42° 43′ 46″ N, 92° 28′ 54″ W                                                                       | Waverly    | 1880 im Italianate-Stil errichtetes Lehrerbildungsseminar                                   |
| 9     | Waverly East Bremer Avenue Commercial Historic District | Waverly East Bremer Avenue Commercial Historic District | 2014 ID-Nr. 14000174 | East Bremer Avenue 42° 43′ 32,9″ N, 92° 28′ 8,4″ W                                                                             | Waverly    |                                                                                             |
| 10    | Waverly House                                           | Waverly House                                           | 1976 ID-Nr. 76000735 | 402 West Bremer Avenue 42° 43′ 33″ N, 92° 28′ 33″ W                                                                            | Waverly    | 1863 errichtetes Hotel; heute Museum                                                        |
| 11    | Waverly Municipal Hydroelectric Powerhouse              | Waverly Municipal Hydroelectric Powerhouse              | 2013 ID-Nr. 13000923 | 121 1st Street, Northeast 42° 43′ 35,6″ N, 92° 28′ 11,6″ W                                                                     | Waverly    |                                                                                             |

## Frühere Einträge
| [ 2 ] | Name         | Bild | Eintragsdatum        | Lage               | Ort                     | Beschreibung                     |
| ----- | ------------ | ---- | -------------------- | ------------------ | ----------------------- | -------------------------------- |
| 1     | Octagon Barn |      | 1986 ID-Nr. 86001418 | Abseits des US 218 | Umgebung von Plainfield | 1993 aus dem Register gestrichen |